# 喬許·哈卻森
約書亞·萊恩·“喬許”·哈契森 （Josh Hutcherson，1992年10月12日—），是美國電影與電視演員。他在2000年初期出道，開始在許多迷你影集和小成本製作電影嶄露頭角，接著逐漸出演更為知名的院線電影擔綱要角或配音，如：2005年的（Little Manhattan）、《迷走星球》，2006年的家庭喜劇《RV：休旅任務》及近期的《地心冒險2：神秘島》。2012年起，喬許哈契森凭借着电影《饥饿游戏》三部曲成为美国新生代男演员中的代表人物之一。

## 事業
喬許·哈契森首部處女作是2002年的電視製作電影《 House Blend 》，同年也在電視影集《急診室的春天》中一集演出。2003年在喜劇電影《 Miracle Dogs 》擔任主角，本片未上映直接發行DVD，另外在 Peter Falk 與  Timothy Daly 製作的電視電影《 Wilder Days 》，和廣受好評的獨立電影《小人物狂想曲》演出。2004年參與《北極特快車》當中小孩的動作捕捉技術。
2005年開始喬許·哈契森拍攝多部好萊塢電影，首先他在 Will Ferrell 的喜劇《踹球叫練》飾演小配角，也替英文版本的《霍爾的移動城堡》角色配音，且在和《迷走星球》兩部電影出演主要角色。2006年喬許·哈契森出演喜劇《休旅任務》中，飾演羅賓·威廉斯角色的兒子。而他最為著名的電影就是2007年改編文學作品《尋找夢奇地》中的傑西，電影中的演出受各大評論的推崇，他在接演角色前甚至未讀過原作《通往泰瑞比西亞的橋》。
喬許·哈契森下部電影是《我家也有消防狗》，飾演消防員與狗做朋友的兒子，本片是《尋找夢奇地》之前拍攝。同時他也嘗試在較具黑暗層面的獨立電影《 Winged Creatures 》演出。最新一部為2008年的3D立體電影，改編自文學《地心歷險記》的《地心冒險》，飾演布蘭登·費雪角色的姪子，電影於2006年六月拍攝至十月結束。他曾參與在2009年上映的文學改編作品《向達倫大冒險:鬼不理的助手》拍攝製作，喬許·哈契森說道他想在各種電影類型中嘗試不同角色種類的演出。2012年，他參與一青少年文學改編作品《飢餓遊戲》，飾演男主角比德·梅爾拉克。電影上映後獲得廣泛好評。2019年，他參與Netflix與圓谷合作的動畫《Ultraman 超人再現》英語配音，聲演主角早田進次郎。
2023年12月，一支2014年的YouTube影片在TikTok上重新出現。影片充斥喬許·哈契森的照片，配著佛羅·里達的歌曲《Whistle》 。這段影片的前幾秒在網路上散播，成為一個類似瑞克搖的迷因。

## 電影作品
| 年份 | 片名                      | 原名                                                        | 角色                                 | 註       |
| ---- | ------------------------- | ----------------------------------------------------------- | ------------------------------------ | -------- |
| 2002 |                           | House Blend                                                 | Nicky Harper                         |          |
| 2002 |                           | Tusker                                                      | Bubbah                               | 配音     |
| 2003 | 小人物狂想曲              | American Splendor                                           | Robin                                |          |
| 2003 | 狂野歲月                  | Wilder Days                                                 | 克里斯 / Chris Morse                 |          |
| 2004 | 艾迪父親                  | Eddie's Father                                              | Eddie Corbett                        | 電視電影 |
| 2004 | 北極特快車                | The Polar Express                                           | Additional child performer: Hero Boy | 配音     |
| 2004 | 賽車小子                  | Motocross Kids                                              | Toad E. Bartley                      |          |
| 2005 | 迷走星球                  | Zathura: A Space Adventure                                  | 華特 / Walter                        | 男主角   |
| 2005 |                           | Little Manhattan                                            | Gabe                                 | 男主角   |
| 2005 | 霍爾的移動城堡            | Howl's Moving Castle                                        | Markl                                | 英版配音 |
| 2005 | 踹球叫練                  | Kicking & Screaming                                         | Bucky Weston                         |          |
| 2006 | RV：休旅任務              | RV                                                          | Carl Munro                           |          |
| 2007 |                           | Firehouse Dog                                               | Shane Fahey                          | 男主角   |
| 2007 | 尋找夢奇地                | Bridge to Terabithia                                        | 傑西 / Jesse Aarons                  | 男主角   |
| 2008 | 地心冒險                  | Journey to the Center of the Earth                          | 西恩 / Sean                          |          |
| 2008 |                           | Winged Creatures                                            | Jimmy Jaspersen                      |          |
| 2009 | 向達倫大冒險:鬼不理的助手 | Cirque Du Freak                                             | 史提·李訥 / Steve Leonard            |          |
| 2010 | 非單親關係                | The Kids Are All Right                                      | 里沙 / Laser                         |          |
| 2011 | 留命察看                  | Detention                                                   | 克萊普頓戴维斯 / Clapton Davis       |          |
| 2012 | 地心冒險2：神秘島         | Journey to the Center of the Earth 2: The Mysterious Island | 西恩 / Sean                          |          |
| 2012 | 飢餓遊戲                  | The Hunger Games                                            | 比德 / Peeta Mellark                 | 男主角   |
| 2012 | 紅潮入侵                  | Red Dawn                                                    | 勞勃·金特納 / Robert Kitner          |          |
| 2013 | 森林戰士                  | Epic                                                        | 納德 / Nod                           | 配音     |
| 2013 | 飢餓遊戲2：星火燎原       | The Hunger Games:Catching Fire                              | 比德 / Peeta Mellark                 | 男主角   |
| 2014 | 毒網天堂                  | Escobar: Paradise Lost                                      | 尼克 / Nick                          |          |
| 2014 | 飢餓遊戲：自由幻夢Ⅰ       | The Hunger Games: Mockingjay – Part 1                       | 比德 / Peeta Mellark                 | 男主角   |
| 2015 | 飢餓遊戲：自由幻夢 終結戰 | The Hunger Games: Mockingjay – Part 2                       | 比德 / Peeta Mellark                 | 男主角   |
| 2016 | 勝負未決                  | In Dubious Battle                                           | 威諾 / Vinne                         |          |
| 2017 | 姐姐妹妹殺起來            | Tragedy Girls                                               | 托比·米切爾 / Toby Mitchell          | 客串     |
| 2017 | 大災難家                  | The Disaster Artist                                         | 菲利浦·哈爾迪曼 / Philip Haldiman    |          |
| 2019 | 深夜加油站遇見抓狂衰事    | Burn                                                        | 比利 / Billy                         |          |
| 2023 | 玩具熊的五夜驚魂          | Five Nights at Freddy's                                     | 麥克·舒密特 / Mike Schmidt           |          |
| 2024 | 蜂刑者                    | The Beekeeper                                               | 德瑞克·丹福斯 / Derek Danforth       |          |

## 獲獎紀錄
- 2014年-
- 第16屆 青少年選擇獎(Teen Choice Award)  最佳奇幻/科幻電影男演員 （《飢餓遊戲2：星火燎原》）
- 第23屆 MTV電影獎  最佳男演員 《飢餓遊戲2：星火燎原》
- 2013年-
- 第39屆 人民選擇獎(People's Choice Awards)  最受歡迎螢幕情侶組合 《飢餓遊戲》(與珍妮佛勞倫斯和連恩漢斯沃共同獲得)
- 2012年-
- 第05屆 NewNowNext獎  未來巨星賞 《飢餓遊戲》
- 第21屆 MTV電影獎  最佳男演員 《飢餓遊戲》
- 第21屆 MTV電影獎  最佳打鬥賞 《飢餓遊戲》(與珍妮佛勞倫斯和亞歷山大路威共同獲得)
- 第14屆 青少年選擇獎(Teen Choice Award)  最佳奇幻/科幻電影男演員 （《飢餓遊戲》、《地心冒險2：神秘島》）
- 2011年-
- 第02屆 CinemaCon獎  年度最佳突破演員 《飢餓遊戲》
- 2008年-
- 第34屆 土星獎  最佳年輕演員 《尋找夢奇地》(提名)
- 2007年-
- 第29屆 青少年藝術獎(Young Artist Award)  最佳青少年楷模演員 《尋找夢奇地》
- 2006年-
- 第32屆 土星獎  最佳年輕演員 《迷走星球》(提名)
- 2005年-
- 第27屆 青少年藝術獎(Young Artist Award)  最佳青少年楷模演員 《迷走星球》

## 外部連結
- 喬許哈契森粉絲官網
- 喬許哈契森官方微博（页面存档备份，存于）
- 喬許·哈卻森在互联网电影资料库（IMDb）上的資料（英文）
- 喬許哈契森的MySpace（页面存档备份，存于）
- 喬許·哈契森在Enjoy Movie上的電影作品列表

1. ↑  Diaz, Ana. . Polygon. 2023-12-01  [2023-12-08]. （原始内容存档于2024-01-22） （美国英语）.